# فرجينيا هدسون
فرجينيا هدسون (بالإنجليزية: Virginia Hudson)‏ هي موسيقية أمريكية، ولدت في 13 أبريل 1983.